# Marcus Rubin
Marcus Rubin, född 5 mars 1854 i Köpenhamn, död där 6 mars 1923, var en dansk statistiker.
Rubin blev 1874 statsvetenskaplig kandidat och fick därefter anställning under Köpenhamns magistrat, från 1883 som chef för ett efter hans plan nyupprättat statistiskt kontor, och ledde utgivningen av Tabelværk til Kjøbenhavns statistik (tio band, 1876–1892) samt av fyra samlingar Statistiske Oplysninger om Kjøbenhavn (1876–1891). År 1895 blev han direktor för danska statens statistiska byrå, som under hans ledning utvecklades betydligt. År 1902 blev han generaldirektör för skatteväsendet och 1914 danska nationalbankens direktör. Från 1900 var han Nationaløkonomisk Forenings ordförande, och 1902 blev han ledamot av Videnskabernes Selskab. 
Förutom en rad bidrag till den sociala statistiken, såsom Landbefolkningens Dødelighed (1886) och Ægteskabsstatistik paa Grundlag af den sociale Lagdeling (1890, bägge tillsammans med Harald Westergaard), författade han de viktiga 1807-14. Studier til Kjøbenhavns og Danmarks Historie (1892) och Frederik den sjettes Tid. Fra Kielerfreden til Kongens Død (1895). En artikel i Tilskueren 1911 med titeln Tydskland, Nordslesvig og Danmark, där han tillrådde danska folket att uppge varje tanke på att återfå Nordslesvig, väckte stor uppmärksamhet och mycken ovilja. Slutligen utgav han 1912 Tysklands Historie fra 1848 til Nutiden och 1914 Nogle Erindringer (om hans eget liv och de människor han träffat).

## Utmärkelser
- Riddare av Dannebrogorden,  1897[4]
- Dannebrogsmännens hederstecken,  1903[4]
- Kommendör av Dannebrogorden,  1906[4]
- Kommendör av första graden av Dannebrogorden,  1911[4]

[Redigera Wikidata]